# I'm Going to Tell You a Secret (álbum)
I'm Going to Tell You a Secret é o primeiro álbum ao vivo da artista musical estadunidense Madonna. O seu lançamento ocorreu em 20 de junho de 2006, através da Warner Bros. Records e da Warner Music Vision. Em 2005, Madonna lançou o documentário de mesmo nome, que apresentou cenas de sua sexta turnê, intitulada Re-Invention (2004). O álbum foi concebido como um acompanhamento para o documentário, sendo comercializado nos formatos de CD, DVD e CD+DVD. O álbum e o documentário foram disponibilizados em formato digital na loja iTunes Store.
O álbum consiste de duas faixas pré-gravadas, "The Beast Within" — descartada do primeiro álbum de grandes êxitos da cantora, The Immaculate Collection (1990) — e "Hollywood", enquanto os extras do DVD incluem doze cenas deletadas do documentário. O disco obteve análises positivas da mídia especializada, a qual prezou a boa escolha das canções e as novas versões das faixas incluídas no repertório. Comercialmente, o CD liderou as tabelas italianas e mexicanas, enquanto o DVD conquistou a primeira colocação em tabelas da Áustria, da Hungria, da Itália e de outras cinco regiões.

## Antecedentes e lançamento
Em abril de 2003, Madonna lançou seu nono álbum de estúdio, intitulado American Life. As sessões de gravação ocorreram entre 2001 e 2003 nos estúdios Westlake Recording e Olympic, localizados em West Hollywood e Londres, respectivamente, sendo que a sua produção ficou a cargo da cantora, juntamente com Mirwais Ahmadzaï e Mark "Spike" Stent. Musicalmente, é composto de faixas derivadas da música eletrônica, do folk, do pop e do rock. Após o seu lançamento, o projeto obteve análises mistas da mídia especializada e debutou no topo das tabelas do Canadá, dos Estados Unidos e do Reino Unido; contudo, tornou-se o álbum de Madonna com o menor número de vendas.

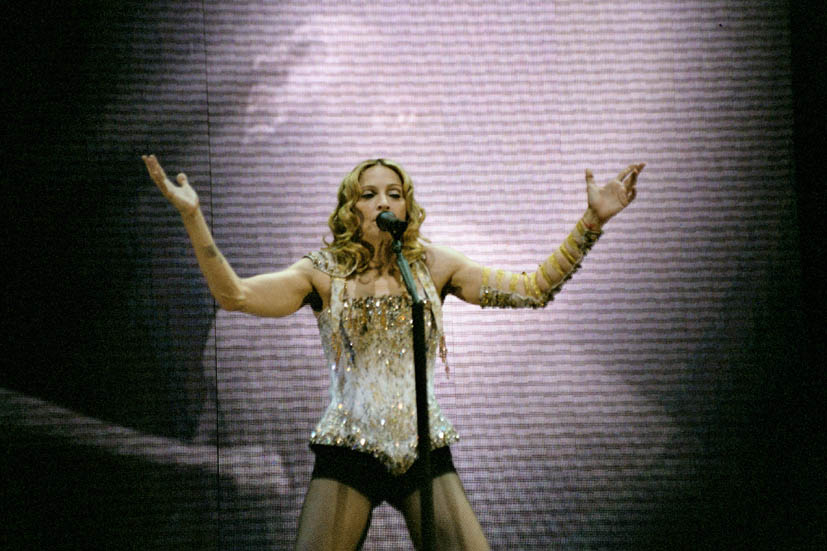
Madonna apresentando "Frozen" durante a turnê Re-Invention (2004). Uma fotografia de uma apresentação da faixa durante esta digressão foi incluída como a capa do álbum.

A fim de divulgar o disco, a artista embarcou em sua sexta turnê, intitulada Re-Invention (2004), que visitou a América do Norte e a Europa. A digressão teve como principal fonte de inspiração a instalação X-STaTIC Pro=CeSS, dirigida pelo fotógrafo Steven Klein. Ela incorporou imagens da exposição para a turnê, cujo nome era uma ironia às críticas dirigidas à cantora. Diversas canções foram ensaiadas para a excursão, sendo que vinte e quatro fizeram parte do repertório final. Foi divida nos segmentos French-Barroque-Marie Antoniette Revival, Military-Army, Circus-Cabaret, Acoustic e Scottish-Tribal. A turnê obteve análises positivas e foi registrada através do documentário I'm Going to Tell You a Secret. Inicialmente intitulado The Re-Invented Process em referência ao nome da turnê e à exposição, foi filmado durante toda a digressão e sua direção ficou a cargo de Jonas Åkerlund. A produção recebeu análises mistas dos críticos, em que alguns prezaram as performances ao vivo e as cenas envolvendo a família e os filhos da cantora, enquanto outros negativaram a natureza autoindulgente do documentário, bem como as declarações de Madonna contidas ao longo da filmagem.
O álbum I'm Going to Tell You a Secret foi lançado em 20 de junho de 2006 em um formato de disco duplo, sendo comercializado com um CD composto por 14 canções e um DVD contendo o documentário. O álbum inclui a versão demonstrativa da faixa "I Love You New York", que foi posteriormente incluída como uma canção derivada da música dance no décimo álbum de estúdio da cantora, intitulado Confessions on a Dance Floor (2005). O número foi inicialmente gravado como uma canção rock antes de ser regravado. O álbum e o documentário também foram lançados digitalmente na iTunes Store. Em maio de 2006, a Warner Bros. Records anunciou através de um comunicado de imprensa que a versão censurada do vídeo musical de "American Life" seria incluída como um bônus no DVD do comentário; contudo, esta versão foi excluída do lançamento, cujas razões para tal exclusão não foram anunciadas.
O DVD foi filmado em uma proporção de tela de 1.78:1 em uma face única e com um disco de dupla camada, enquanto a imagem foi aprimorada para televisões com uma proporção de 16:9. O visual em preto-e-branco misturou diversos estilos visuais de acordo com Colin Jacobson, do DVD Movie Guide, e possuiu grãos e um foco errático. As sequências em preto-e-branco seguiram o mesmo estilo, enquanto as apresentações foram filmadas em alta definição. Os fundos estavam escuros e Jacobson notou que a cor preta apareceu inteiramente e de uma maneira retesada, enquanto algumas partes de luz de baixa qualidade vieram bem. O som Dolby Digital de 5.1 foi utilizado principalmente durante as performances ao vivo. O CD também apresenta duas faixas pré-gravadas, "The Beast Within" — descartada do primeiro [[álbum de grandes êxitos da artista, The Immaculate Collection (1990) — e "Hollywood", enquanto o DVD apresenta doze cenas deletadas do documentário, durando cerca de 15 minutos; estas cenas incluem Madonna em uma bicicleta, trabalhando com o técnico vocal Joan Leder, falando com franceses e protagonizando cenas cômicas com Stuart Price e o músico Steve Sidelnyk. A capa do disco foi tirada de uma das apresentações de "Frozen" durante a digressão, enquanto o álbum inclui um encarte de 20 páginas.

## Análise da crítica
| Críticas profissionais | Críticas profissionais |
| Avaliações da crítica  | Avaliações da crítica  |
| Fonte                  | Avaliação              |
| ---------------------- | ---------------------- |
| AllMusic               | [ 24 ]                 |
| The Buffalo News       | Positiva               |
| Canoe.ca               | [ 31 ]                 |
| DVD Movie Guide        | Misto                  |
| Jam!                   | [ 32 ]                 |
| Pitchfork              | (3.3/10)               |
| Rolling Stone          | [ 23 ]                 |

Stephen Thomas Erlewine, do AllMusic, sentiu que a reformulação dos sucessos mais antigos de Madonna, como "Into the Groove" e "Holiday", deu a eles um ar excitado, Eurotrash, como as músicas de Confessions on a Dance Floor; ele acrescentou que "[as reformulações] ajudam a dar ao disco uma sensação coesa, mesmo que a apresentação ao vivo, como o álbum que está sendo lançado, seja meio sem humor. Dito isto, como o primeiro CD ao vivo de Madonna, I'm Going to Tell You a Secret a você é forte e divertido, e mesmo que as minúcias excessivas no DVD que acompanha o DVD signifiquem que apenas os fãs hardcore passem suas duas horas, também é muito bem feito". Sterdan de Jam!, elogiou a seção de CD do lançamento, dizendo que "Felizmente, o CD ocupa a folga, oferecendo mais de uma hora de tarifa mais recente, como 'American Life' e 'Music', salpicada de músicas antigas como 'Vogue', 'Holiday' e 'Like a Prayer'. Da próxima vez que Madonna quiser compartilhar um segredo, ela deve deixar as câmeras em casa". Por outro lado, Sébastien Chicoine, do site Canoe.ca, preferiu o DVD ao CD, dizendo que o disco não era "absolutamente necessário", mas podia entender a lógica comercial por trás da adição do CD ao lançamento.
Barry Walters, da Rolling Stone, disse que o CD ao vivo provou que Madonna é uma cantora melhor. Um revisor do The Buffalo News ficou impressionado com o lançamento, dizendo que "Isso é exatamente o que você espera que seja – um documento ao vivo da turnê mais recente de Madonna, que significa, essencialmente, uma turnê dance pop baseada nos últimos 20 anos". Colin Jacobson, do site do DVD Movie Guide, explicou que "embora algumas partes de I'm Going to Tell You a Secret sejam frustrantes, ele continua sendo um programa razoavelmente divertido. Mas provavelmente será mais interessante para os fãs mais sérios de Madonna em busca da excitação mais ampla de Truth or Dareele ficará desapontado". Ele acrescentou que a maioria das cenas do DVD parecia precisa, uma e outra vez uma suavidade surgia nas cenas de grande angular. Jacobson achou as cenas da performance atraentes e emitiu o som de o DVD recebeu uma classificação de B+. O álbum foi indicado ao Grammy Awards na 49ª cerimônia na categoria Melhor Videoclipe de Formato Longo.

## Desempenho comercial
Nos Estados Unidos, o lançamento estreou no número 33 da Billboard 200, com 25,000 cópias vendidas em sua primeira semana. Ele também estreou no número três na tabela Top Soundtracks, no número 13 na tabela Digital Albums e estreou no topo da tabela Top vídeos musicais. Na semana seguinte, o álbum caiu para o número 107 na Billboard 200, mantendo-se no topo da parada Top Music Videos. De acordo com a Nielsen SoundScan, o álbum vendeu 85,000 cópias nos EUA até agosto de 2010. No Canadá, o álbum estreou e alcançou o número quatro no Canadian Albums Chart.
A versão em CD/DVD de I'm Going to Tell You a Secret foi qualificada para figurar em ambas as tabelas de álbuns e em DVD. No entanto, em alguns países, as duas versões foram combinadas e apareceram em apenas uma tabela, como na Austrália, onde todas as versões eram contabilizadas na tabela de DVDs e o lançamento não era elegível para a tabela de álbuns. No ARIA DVD Chart, o álbum estreou na parte superior da tabela da edição de 26 de junho de 2006 e foi certificado como platina pela Australian Recording Industry Association (ARIA) pela comercialização de 15,000 cópias do lançamento.
No Reino Unido, I'm Going to Tell You a Secret estreou no número 18 na tabela UK Albums Chart, com vendas na primeira semana de 14,449 cópias. Foi o 17º lançamento de Madonna a entrar nas tabelas, todos os lançamentos anteriores alcançando o top 5 na parada de álbuns. O lançamento foi certificado em ouro pela British Phonographic Industry (BPI) para envio de 25,000 cópias. Na França, o lançamento entrou na tabela francesa de álbuns em sua posição de número oito. Após três meses, foi certificado pela Syndicat National de l'Édition Phonographique (SNEP) pela comercialização de 75,000 cópias do álbum. O CD+DVD também atingiu um pico de oito na tabela de álbuns da Alemanha e foi certificado em ouro pela Bundesverband Musikindustrie (BVMI) após vender 25,000 unidades vendidas. Em toda a Europa, o álbum alcançou o top dez na Bélgica, Dinamarca, Hungria, Portugal e Suíça. Na lista do European Top 100 Albums, alcançou o pico do número cinco e também alcançou o topo das tabelas na Itália e no México.

## Lista de faixas
| N.º            | Título                                       | Compositor(es)                        | Nota(s)                                                           | Duração |  |
| 1.             | "The Beast Within"                           | Madonna, Lenny Kravitz                | Contém elementos de "El Yom 'Ulliqa 'Ala Khashaba"                | 5:04    |  |
| 2.             | "Vogue"                                      | Madonna, Shep Pettibone               |                                                                   | 5:31    |  |
| 3.             | "Nobody Knows Me"                            | Madonna, Mirwais Ahmadzaï             |                                                                   | 4:04    |  |
| 4.             | "American Life"                              | Madonna, Ahmadzaï                     |                                                                   | 5:21    |  |
| 5.             | "Hollywood (Remix) (Dancer/Video Interlude)" | Madonna, Ahmadzaï                     |                                                                   | 3:59    |  |
| 6.             | "Die Another Day"                            | Madonna, Ahmadzaï                     |                                                                   | 4:03    |  |
| 7.             | "Lament"                                     | Andrew Lloyd Webber, Tim Rice         |                                                                   | 2:27    |  |
| 8.             | "Like a Prayer"                              | Madonna, Patrick Leonard              |                                                                   | 5:22    |  |
| 9.             | "Mother and Father"                          | Madonna, Ahmadzaï                     | Contém excertos de "Intervention"                                 | 5:21    |  |
| 10.            | "Imagine"                                    | John Lennon                           |                                                                   | 3:51    |  |
| 11.            | "Susan MacLeod/Into the Groove"              | Madonna, Stephen Bray, Donald MacLeod | Contém elementos de "Susan MacLeod" e "Into the Hollywood Groove" | 7:19    |  |
| 12.            | "Music"                                      | Madonna, Ahmadzaï                     | Contém elementos de "Into the Groove"                             | 4:54    |  |
| 13.            | "Holiday"                                    | Curtis Hudson, Lisa Stevens           | Contém elementos de "She Wants to Move"                           | 5:44    |  |
| 14.            | "I Love New York"                            | Madonna, Stuart Price                 |                                                                   | 2:52    |  |
| Duração total: | Duração total:                               | Duração total:                        | Duração total:                                                    | 66:09   |  |

| Capítulos do DVD/Citações |               |         |  |
| N.º                       | Título        | Duração |  |
| 1.                        | "Intro"       |         |  |
| 2.                        | "Los Angeles" |         |  |
| 3.                        | "New York"    |         |  |
| 4.                        | "Chicago"     |         |  |
| 5.                        | "Las Vegas"   |         |  |
| 6.                        | "Miami"       |         |  |
| 7.                        | "London"      |         |  |
| 8.                        | "Dublin"      |         |  |
| 9.                        | "Paris"       |         |  |
| 10.                       | "Lisbon"      |         |  |
| 11.                       | "Israel"      |         |  |
| 12.                       | "Credits"     |         |  |

| Conteúdo bônus do DVD |                         |         |  |
| N.º                   | Título                  | Duração |  |
| 1.                    | "The Bike Ride"         |         |  |
| 2.                    | "The Other Side"        |         |  |
| 3.                    | "Steve/Stuart in L.A."  |         |  |
| 4.                    | "Vocal Coach"           |         |  |
| 5.                    | "Chaos"                 |         |  |
| 6.                    | "Birthday Party"        |         |  |
| 7.                    | "French Trilogy"        |         |  |
| 8.                    | "Steve/Stuart in Paris" |         |  |
| 9.                    | "Monte's Guitar Faces"  |         |  |
| 10.                   | "Fans Singing in Paris" |         |  |
| 11.                   | "After Show"            |         |  |
| 12.                   | "Wailing Wall"          |         |  |

## Créditos
Lista-se abaixo os profissionais envolvidos na elaboração de I'm Going to Tell You a Secret, de acordo com o portal Allmusic:
| - Mirwais Ahmadzaï: composição - Jonas Åkerlund: direção, edição - Mary Susan Applegate: produção de áudio - Susan Applegate: produção - Angela Becker: produção de áudio, produção - Stephen Bray: composição - Erik Broms: direção de fotografia - Marcus Brown: teclados - Michel Colombier: composição - Donna De Lory: vocalista de apoio - Randy Ezratty: consultor - Keeley Gould: produção - Curtis Hudson: composição - Shelli Jury: produção de áudio, produção - Patrick Leonard: composição - Andrew Lloyd Webber: composição | - Donald MacLeod: composição - Frank Maddocks: direção criativa, design de embalagem - Madonna: composição, produção executiva, pessoa principal, vocalista principal - Mike McKnight: programação de teclados, teclados - Guy Oseary: fotografia - Shep Pettibone: composição - Casey Phariss: técnico de gravação - Monte Pittman: guitarra - Bill Pohlad: produção executiva - Iggy Pop: pessoa principal - Stuart Price: composição, mixagem - Tim Rice: composição - Steve Sidelnyk: tambores - Joel Singer: engenharia - Nick Spanos: fotografia - Lisa Stevens: composição |

## Desempenho nas tabelas musicais

#### CD
| Tabela musical (2006)                  | Melhor posição |
| -------------------------------------- | -------------- |
| Alemanha (GfK Entertainment Charts)    | 8              |
| Áustria (Ö3 Austria Top 40)            | 12             |
| Bélgica (Ultratop 50 de Flandres)      | 5              |
| Bélgica (Ultratop 40 da Valônia)       | 10             |
| Canadá (Canadian Albums Chart)         | 4              |
| Dinamarca (Tracklisten)                | 7              |
| Escócia (OCC)                          | 23             |
| Estados Unidos (Billboard 200)         | 33             |
| Estados Unidos (Digital Albums)        | 13             |
| Estados Unidos (Top Soundtracks)       | 3              |
| Europa (European Top 100 Albums)       | 5              |
| França (SNEP)                          | 8              |
| Hungria (MAHASZ)                       | 9              |
| Irlanda (IRMA)                         | 40             |
| Itália (FIMI)                          | 1              |
| Japão (Oricon)                         | 12             |
| México (AMPROFON)                      | 1              |
| Países Baixos (MegaCharts)             | 4              |
| Polônia (ZPAV)                         | 34             |
| Portugal (AFP)                         | 5              |
| Reino Unido (UK Albums Chart)          | 18             |
| República Checa (IFPI Česká Republika) | 39             |
| Suécia (Schweizer Hitparade)           | 7              |

| Tabela musical (2006)                  | Melhor posição |
| -------------------------------------- | -------------- |
| Austrália (ARIA DVD Chart)             | 1              |
| Espanha (Top 20 DVD Musical)           | 1              |
| Estados Unidos (Top Music Videos)      | 1              |
| Finlândia (Finland DVD Chart)          | 2              |
| Hungria (DVD Top 20 Lista)             | 1              |
| Itália (Italian DVD Chart)             | 1              |
| Noruega (DVD Audio Ukke Topp 10)       | 1              |
| Nova Zelândia (RIANZ Top 10 Music DVD) | 8              |
| Reino Unido (UK Music Videos)          | 1              |
| República Checa (Top 20 Hudební Video) | 1              |
| Suécia (Veckolista DVD Album)          | 1              |

## Vendas e certificações
| Região                                                                                             | Certificação | Vendas   |
| -------------------------------------------------------------------------------------------------- | ------------ | -------- |
| Alemanha (BVMI)                                                                                    | Ouro         | 25,000^  |
| Austrália (ARIA)                                                                                   | Platina      | 15,000^  |
| Brasil (Pro-Música Brasil)                                                                         | Ouro         | 30,000*  |
| Espanha (PROMUSICAE)                                                                               | Platina      | 25,000^  |
| França (SNEP)                                                                                      | Ouro         | 100,000* |
| Reino Unido (BPI)                                                                                  | Ouro         | 25,000^  |
| ^distribuições baseadas apenas na certificação *números de vendas baseados somente na certificação |              |          |